# Падаккасы (Орининское сельское поселение)
Падаккасы́ (чув. Патаккасси) — деревня в Моргаушском районе Чувашской Республики. Административный центр Орининского сельского поселения.

## География
Находится в северо-западной части Чувашии на расстоянии приблизительно 4 км на север по прямой от районного центра села Моргауши.

## История
Известна с 1859 года как деревня Падак-касы из 20 дворов. В 1924 году 36 дворов и 145 жителей.

## Население
Население составляло 232 человека (чуваши 99 %) в 2002 году, 206 в 2010.